# Protogaster rhizophilus
Protogaster rhizophilus är en svampart som beskrevs av Thaxt. 1934. Protogaster rhizophilus ingår i släktet Protogaster och familjen Protogastraceae.   Inga underarter finns listade i Catalogue of Life.